# Prismane

Les quatre premiers avec n= 3 à 6. Toutes les faces latérales sont des cycles cyclobutane carrés.

Les prismanes ou [n]prismanes sont des hydrocarbures polycycliques sans autre insaturation, donc des cycloalcanes. Ils correspondent à deux cycles de n atomes de carbone placés parallèlement, chaque atome de carbone de chaque cycle en vis-à-vis. Les atomes sont liés entre cycle deux à deux, de manière à former le squelette d'un prisme à n côtés régulier. Un atome d'hydrogène vient compléter la valence de chaque carbone soit une formule générale pour les [n]prismanes, C2nH2n et un nom systématique du type (n+1)cyclo[2(n-2),2,0,...,0 ]2n-ane avec 0,...,0 = n fois zéro et :
- 1er zéro de 1 à 2(n-1) ;
- pour les (n-3) zéros suivants, i de 2 à n-2, 0i,2n-1-i ;
- n-1ème zéro, l'avant-dernier, de n-1 à 2n ;
- nème zéro, le dernier, de n à 2n-1.

## [n]prismanes
Le [3]prismane, très souvent appelé abusivement prismane, ou triprismane est un isomère du benzène qu'Albert Ladenburg proposa au XIXe siècle comme structure pour le benzène nouvellement découvert. Il n'a été synthétisé en laboratoire qu'en 1973.
Le [4]prismane ou quadriprismane n'est autre que le cubane synthétisé en 1964 par Philip Eaton et son équipe.
Le [5]prismane ou pentaprismane a aussi été synthétisé pour la première fois par Philip Eaton.
Une recherche rapide sur Internet indique que les [n]prismanes n=6 à 10 existent au moins sous forme de dérivés.
Chaque [n]prismane est aussi isomère du [n]radialène correspondant.

## Poly[n]prismanes
Une étude théorique des familles des bi[n]prismanes et des tri[n]prismanes, (n = 3,6) qui consistent en des piles de m[n]prismanes liés (m=2,3), a montré que ces composés seraient stables.

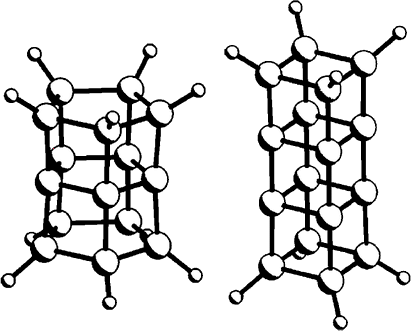
Exemples de poly[n]prismane : bi[5]prismane (C_{15}H_{10}) et tri[4]prismane (C_{16}H_{8}).

L'ensemble de ces composés présente des atomes de carbone avec une configuration géométrique particulière dite « bisphénoïdale » (demi-plat).

## Autres prismanes
Le prismane C8 serait un nouvel allotrope métastable de carbone. Il consiste en un triprismane chapeauté en haut et en bas par un atome de carbone avec une géométrie pyramidale.